# Cawdor (accampamento romano)
Cawdor è stato un forte romano situato vicino al villaggio di Eastern Galcantray (10 km ad est di Inverness), probabilmente il più settentrionale nelle isole britanniche.

## Storia
Nel 1984 fu identificato con fotografie aeree un sito che poteva essere un forte romano vicino al villaggio di Easter Galcantray, in prossimità della cittadina scozzese di Cawdor (che si trova ad una dozzina di km da Inverness). Il sito fu scavato nel 1984 e 1988 dagli archeologi Jones e Daniels, confermando diverse caratteristiche di un Forte romano di supporto, datato al I secolo. Furono trovati resti di mattonelle romane, del tipo rinvenuto nella grande fortezza di Inchtuthill, che confermarono l'autenticità della fortificazione. Jones affermò nel 1987 che si trattava senza dubbio di un Forte romano di circa 4 ettari, sede di una unità legionaria "quingenaria". Questo renderebbe il Forte come il più settentrionale rinvenuto nell'attuale Scozia, sfatando l'ipotesi che i Romani non abbiano oltrepassato il Gask Ridge. Infatti le legioni romane di Giulio Agricola crearono una serie di forti, nella loro conquista della Caledonia (com'era chiamata dai Romani la Scozia) a nord del Vallo Antonino, nelle località di Ardoch, Strageath, Inchtuthill, Battledykes, Stracathro, Raedykes, Glenmaillen, Bellie, Balnageith fino a Cawdor. Quasi tutti questi Forti romani sono stati identificati principalmente grazie a rilevamenti aerofotogrammetrici fatti negli ultimi decenni.

## Forte di Agricola
Nell'estate dell'84 l'esercito romano di Agricola si scontrò nella battaglia del monte Graupio contro un'enorme armata di Caledoni, guidati da Calgaco. Le truppe di Agricola misero in fuga i nemici, che persero circa 10.000 uomini. Soddisfatto di questi risultati, Agricola prese ostaggi dai Caledoni e nominò un prefetto navale che navigasse con la flotta lungo la costa settentrionale. Ciò confermò per la prima volta che la Britannia era effettivamente un'isola. Agricola contemporaneamente fece marciare le sue legioni lungo la costa orientale scozzese forse fino al Moray Firth (vicino al Loch Ness) ed oltre, creando forti come quello di Cawdor.
Del resto la prova del carbonio ha confermato che i resti del Forte romano sono dell'epoca di Giulio Agricola Il forte fu smantellato, secondo le ricerche di Jones e Keillar, dopo appena un anno di uso, confermando il ritiro improvviso di Agricola dalla Britannia romana nell'85. Attualmente si stanno facendo ricerche su possibili altri forti romani ancora più settentrionali, confermando quanto scritto da Tacito sulla conquista totale della Britannia da parte di Agricola, prima di essere perduta. Molti studiosi inglesi hanno messo in dubbio la sua frase Perdomita Britannia et olim missa (la Britannia fu conquistata tutta, ma subito fu persa), dichiarando che si aveva certezza di conquiste romane solo fino ad Aberdeen (cioè il Gask Ridge). Il forte romano di Cawdor, quindi, conferma completamente l'attendibilità di quanto scritto da Tacito.

## Battaglia di Mons Graupius vicino Cawdor?

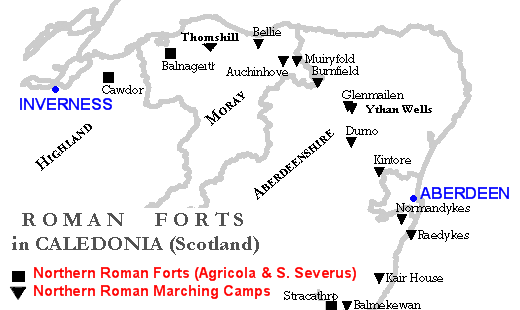
Il Forte romano di Cawdor si trova vicino a Inverness. Viene considerato come il luogo di massima penetrazione romana nel nord della Scozia

Alla luce dei recenti ritrovamenti di Forti ed accampamenti romani tra Aberdeen ed Inverness sono state avanzate varie ipotesi sulla possibile localizzazione della Battaglia del monte Graupio, vinta da Agricola nell'83. Alcuni autori inglesi, come Roy, Surenne, Watt, ed Hogan pensano vada localizzata vicino all'accampamento romano di Raedykes o a quello di Glenmaillen. Ma il controversiale Vittorio di Martino (autore del libro "Roman Ireland", dove afferma che vi fu una spedizione romana in Irlanda in quegli anni) lascia capire che questa vittoria di Agricola forse avvenne nell'area di Cawdor.
Infatti i Romani occuparono tutte le aree non montuose della Scozia, lasciando senza forti ed accampamenti solo le Highlands, per ovvie ragioni di conquista e controllo: il territorio montuoso si prestava ad una guerriglia difficilissima da vincere. E Cawdor (si veda la mappa relativa) si trova proprio nell'estremità settentrionale delle Lowlands scozzesi, dove iniziano le Highlands intorno all'attuale città di Inverness. Probabilmente i Caledoni accettarono lo scontro in battaglia solo quando furono raggiunti dalle legioni romane nell'ultima loro area pianeggiante e fornita di villaggi ed agricoltura: quella intorno ad Inverness, a 12 km dal Forte di Cawdor. Forse vi sono altri accampamenti romani intorno a Loch ness ed a nord-ovest di Inverness, ma l'uso agricolo ed abitativo continuo e diffuso dell'area li può avere cancellati nei secoli rendendone difficile l'identificazione aerofotogrammetrica (cosa che non è successa nella zona poco abitata tra Cawdor ed Aberdeen).